# Racing Point RP19
Chronologie des modèles (2019)
Force India VJM11 Racing Point RP20
La RacingPoint RP19 est la monoplace de Formule 1 engagée par l'écurie britannique Racing Point F1 Team dans le cadre du championnat du monde de Formule 1 2019. Il s'agit de la première monoplace conçue par Racing Point F1 Team depuis son rachat de Force India. Elle est pilotée par le Mexicain Sergio Pérez et le Canadien Lance Stroll.

## Création de la monoplace
La Racing Point RP19 est présentée le 18 février 2019 lors des essais hivernaux sur le Circuit de Barcelone le 15 février 2019.
Son moteur F1 M10 EQ Power+, fabriqué par Mercedes AMG, est badgé BWT Mercedes.

## Résultats en championnat du monde de Formule 1
| Saison | Écurie                         | Moteur                        | Pneus   | Pilotes      | Courses | Courses | Courses | Courses | Courses | Courses | Courses | Courses | Courses | Courses | Courses | Courses | Courses | Courses | Courses | Courses | Courses | Courses | Courses | Courses | Courses | Points inscrits | Classement |
| Saison | Écurie                         | Moteur                        | Pneus   | Pilotes      | 1       | 2       | 3       | 4       | 5       | 6       | 7       | 8       | 9       | 10      | 11      | 12      | 13      | 14      | 15      | 16      | 17      | 18      | 19      | 20      | 21      | Points inscrits | Classement |
| ------ | ------------------------------ | ----------------------------- | ------- | ------------ | ------- | ------- | ------- | ------- | ------- | ------- | ------- | ------- | ------- | ------- | ------- | ------- | ------- | ------- | ------- | ------- | ------- | ------- | ------- | ------- | ------- | --------------- | ---------- |
| 2019   | SportPesa Racing Point F1 Team | BWT Mercedes F1 M10 EQ Power+ | Pirelli |              | AUS     | BAH     | CHI     | AZE     | ESP     | MON     | CAN     | FRA     | AUT     | GBR     | ALL     | HON     | BEL     | ITA     | SIN     | RUS     | JAP     | MEX     | USA     | BRE     | ABU     | 73              | 7e         |
| 2019   | SportPesa Racing Point F1 Team | BWT Mercedes F1 M10 EQ Power+ | Pirelli | Sergio Pérez | 13e     | 10e     | 8e      | 6e      | 15e     | 13e     | 12e     | 12e     | 11e     | 17e     | Abd.    | 11e     | 6e      | 7e      | Abd.    | 7e      | 8e      | 7e      | 10e     | 9e      | 7e      | 73              | 7e         |
| 2019   | SportPesa Racing Point F1 Team | BWT Mercedes F1 M10 EQ Power+ | Pirelli | Lance Stroll | 9e      | 14e     | 12e     | 9e      | Abd.    | 16e     | 9e      | 13e     | 14e     | 13e     | 4e      | 17e     | 10e     | 12e     | 13e     | 11e     | 9e      | 12e     | 13e     | Abd.    | Abd.    | 73              | 7e         |

Légende : ici